# مذكرات بائع الدماء
مذكرات بائع الدماء (بالصينية: 許三觀賣血記) هي رواية صينية للكاتب يو هوا، تُلقي هذه الرواية الضوء على فترة الخمسينيات والستينيات، كُتبت هذه الرواية بعد فترة وجيزة من تأسيس جمهورية الصين الشعبية. تُرجمت الرواية إلى عدة لغات منها: الكورية، الألمانية والإيطالية، وغيرها من اللغات.

## محتوى الرواية
تدور أحداث الرواية حول السيرة الذاتية لعامل بمصنع حرير قام ببيع دماؤه، وذلك من أجل أن يُثبت لنفسه مدى قوة جسده وصحة بدنه، باع دماؤه لأول مرة مقابل خمسة وثلاثون يوان صيني. وبعدها قام بجمًع كافة الأموال التي حصل عليها من بيع الدماء، وتزوج من فتاة تُدعى «سو يو لان»، وبعد زواجه تعرض للكثير من المشاكل، فقام ببيع دمه مرة بعد مرة، حتى جاء يوم عرف فيه أن ابنه ليس ابنه، بل ابن عشيق زوجته السابق. في بادئ الأمرِ لم يتقبل هذا مطلقاً، لكن فيما بعد تقبل وجوده، بل وباع دماؤه من أجل إنقاذ هذا الطفل. كانت لديه عادة شرب الكثير من الماء قبل كل مرة يبيع فيها دمه، وذلك لأنه سمع أن شرب كميات كبيرة من المياه، يجعل كمية الدماء تزيدو ويصبح سائلاً أكثر. وبعد أن يقوم ببيع دماؤه يذهب إلى المطعم ويأكل كبد الخنزير، وبذلك يعويض الدم الذي فقده.
فكان في كل مرة يدخل فيها المطعم يصيح بصوتٍ عاليٍ قائلاً:«أريد طبق من كبد الخنزير المقلي وكوبان من نبيذ شاوشينغ». مهما اشتدت حرارة الصيف، فكان دائماً ما يطلب النبيذ ساخناً، مما يثير ضحك الزبائن عليه.

## التعليقات على الرواية
اجتمع كلاً من:جمعية كتاب شنغهاي ووين خوي باو ورشحا أكثر الأعمال الأدبية ذو التأثير القوي، فكانت هذه الرواية هي إحداهم.

## الأفلام
```
تحولت الرواية إلى فيلم يحمل نفس الاسم وتٌرجم إلى اللغة الكورية، وقام الممثل الكوري 
خا جانغ يو
 بلعب دور البطولة، ذيع هذا الفيلم في كوريا عام 2015.
[
2
]
```